# Kemba
Kemba is een plaats in de Estlandse gemeente Kuusalu, provincie Harjumaa. De plaats heeft de status van dorp (Estisch: küla).

## Bevolking
Het dorp had 47 inwoners op 31 december 2011 en 38 inwoners op 31 december 2021.

## Ligging
Kemba ligt aan de Põhimaantee 1, de hoofdweg van Tallinn naar Narva.